# Engine (serie televisiva)
Engine è un dorama stagionale primaverile in 11 puntate di Fuji TV mandato in onda nel 2005.

## Trama
Jiro è un pilota d'auto da corsa trasferitosi in Europa: durante le prove per una gara si schianta accidentalmente e perde così il suo posto di lavoro. Nessun altro club automobilistico sembra disposto ad assumerlo, in quanto considerato oramai troppo vecchio per quel difficile e pericoloso sport.
Non gli rimane altra scelta che tornare in Giappone e tornare nella sua vecchia squadra: purtroppo per lui il team ha da poco assunto un pilota più giovane ed esperto, viene quindi respinto. Si trova allora nella condizione obbligata di dover tornare a vivere in famiglia, composta dalla sorella e dal padre adottivo.
L'uomo ha trasformato la propria casa in un orfanotrofio per bambini sfortunati, i cui genitori non sono in grado di prendersi cura di loro. Tomomi è un'assistente appena assunta presso l'orfanotrofio.
La nuova arrivata non sembra essere in principio molto popolare tra i 12 bambini attualmente ospiti, in quanto non dimostra proprio di riuscire a capire quali siano i loro sentimenti nascosti, e i suoi gesti maldestri nel tentativo d'aiutarli non migliorano certo le cose, anzi.
Jiro, d'altronde, essendo stato anche lui a suo tempo un orfano, ed essendo un ragazzo con un gran cuore e dotato di forte sensibilità e capacità di compartecipazione coi piccoli, riesce subito a conquistarsene i favori e la simpatia.
Nonostante il fatto che a Jiro non siano neanche troppo simpatici tutti quei ragazzini chiassosi e rompiscatole e sia molto più interessato invece a tornar a correre in pista che a dare una mano in casa, accetta comunque suo malgrado di diventar assistente in cambio di vitto e alloggio.

## Protagonisti
- Takuya Kimura - Jiro Kanzaki
- Koyuki Katō - Tomomi Mizukoshi
- Shinsuke Aoki - Hiroto Sugawara
- Yoshio Harada - Takeshi Kanzaki
- Shigeru Izumiya - Chinsaku Ichinose
- Yuki Matsushita - Chihiro Kanzaki
- Aya Okamoto - Tamaki Suenaga
- Masato Sakai - Motoichiro Torii
- Reiko Takashima - Eiko Ushikubo
- Takuzo Kadono - Mario Haruyama
- Sayuri Kokusho - Madre di Harumi
- Mayumi Asaka - Madre di Daisuke
- Kyusaku Shimada - Padre di Daisuke

### I 12 giovani ospiti della casa
- Juri Ueno - Misae Hoshino
- Erika Toda - Harumi Hida
- Kaho Indou - Yukie Ninomiya
- Daiki Arioka - Toru Sonobe
- Yūto Nakajima - Shuhei Kusama
- Hoshi Ishida - Daisuke Shioya
- Natsumi Ohira - Nao Taguchi
- Moichiro Kosugi - Morio Hirayama
- Miku Sato - Aoi Sonobe
- Ryohei Hirota - Akira Tone
- Yuta Komoru - Shunta Kanemura
- Mayu Oka - Nanae Komori

## Episodi
1. Enter the 13th Child
2. Start from Zero
3. A Day with One's Future at Stake
4. Trivial Confession
5. Our Secret
6. 17-year-old Bride
7. The Home Closes!
8. Bye-bye, Jiro
9. Sink or Swim
10. Last Run
11. Winning Run